# Polens delningar

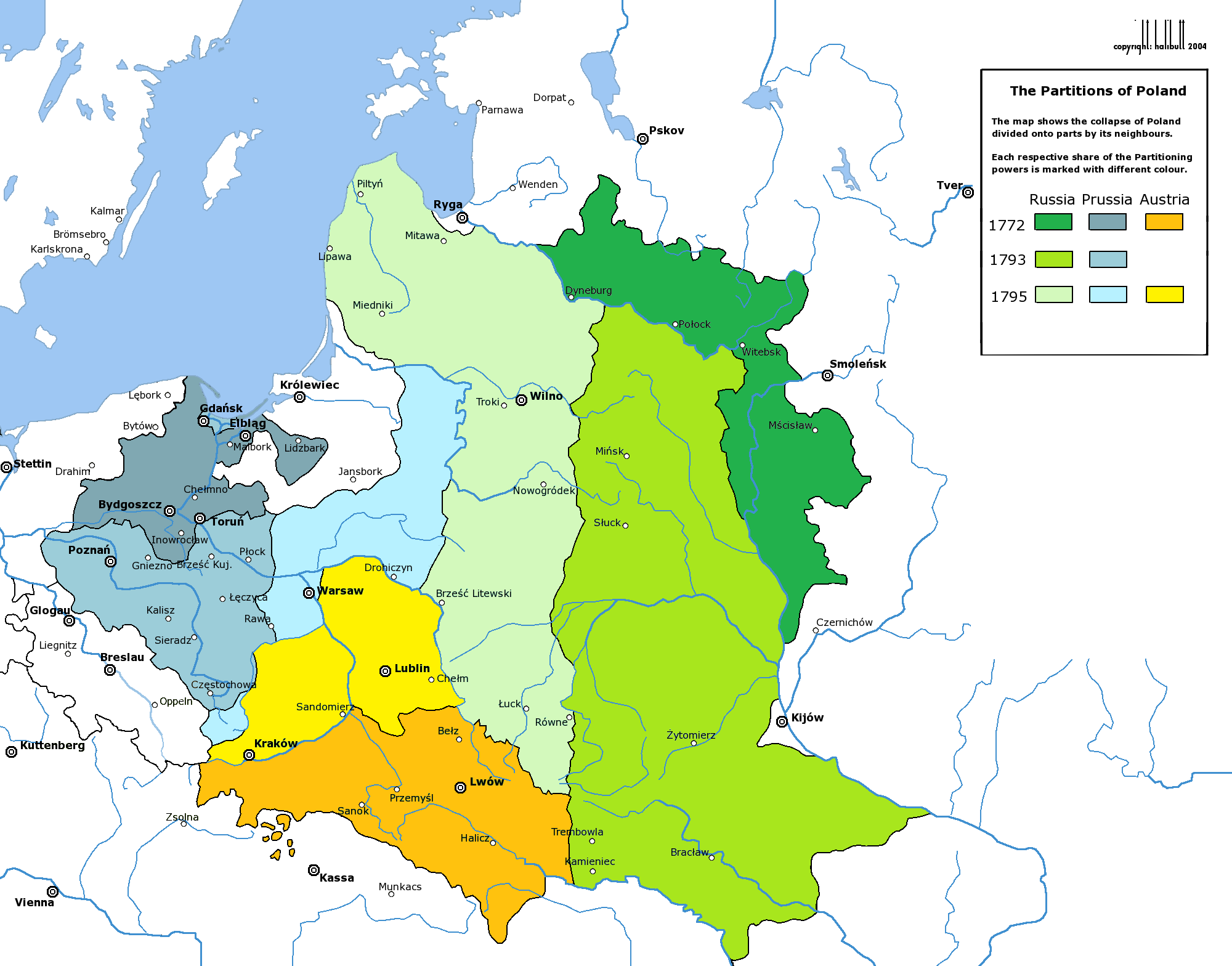
Gränser vid Polens delningar vid slutet på 1700-talet.

Polens delningar brukar beteckna de tre händelser på 1700-talet under Polens svaghetsperiod då de omgivande stormakterna i samförstånd delat Polen mellan sig. Genom den tredje delningen upphörde Polen helt att existera som självständig stat, ett förhållande som kom att bestå till första världskrigets slut 1918.
Med Polen avser man under denna period federationen (Polsk-litauiska samväldet) mellan kronan (de västra provinserna) och storfurstendömet Litauen (de östra provinserna). Rzeczpospolita (republiken) avsåg således hela federationen. Statsöverhuvudet i federationen var en vald kung, vars makt ofta blev beskuren. De omgivande staterna under perioden var Ryssland, Osmanska riket, den habsburgska monarkin (i Österrike) och Preussen.

## Första delningen (1772)

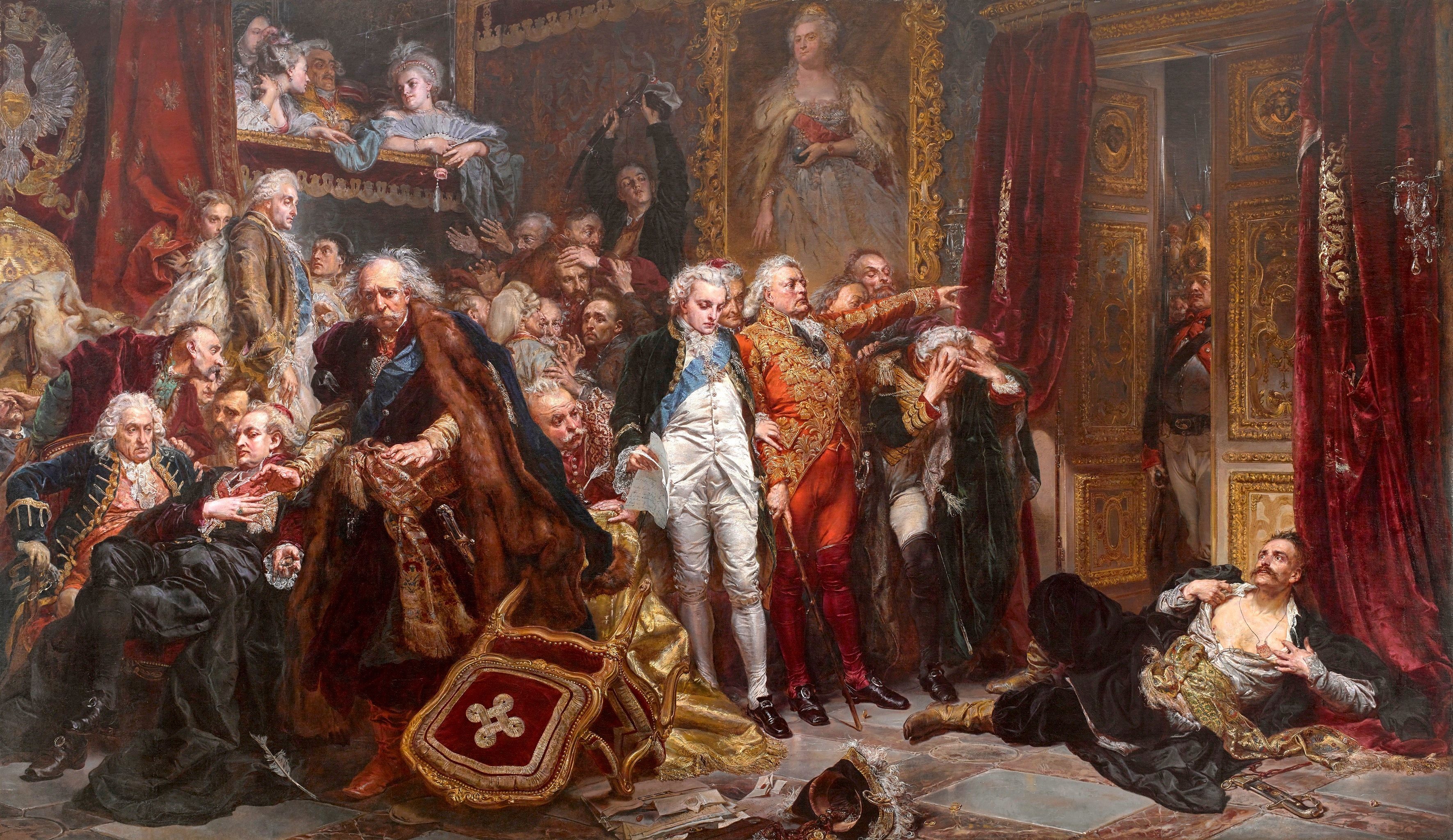
Rajtan försöker förhindra 1773-sejmens godkännande av delningen. Målning av Jan Matejko.

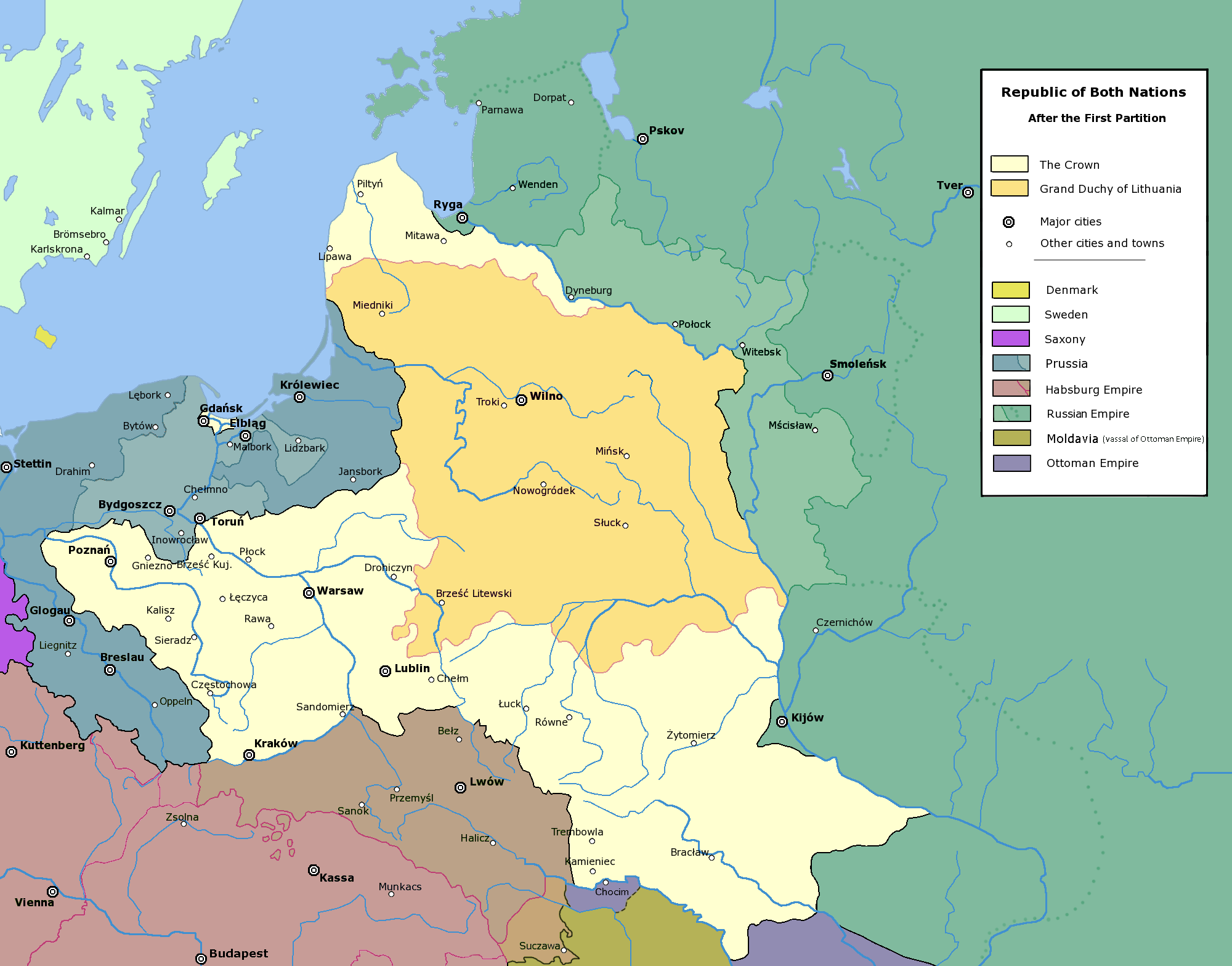
Karta över Polens första delning 1772.

På grund av flera stora krig kom Polen under 1600-talet att gradvis försvagas. Under Kosackupproren (se Bohdan Chmielnicki) och den svenska invasionen under Karl X Gustav (1655–1660) sargades landet svårt då 35 procent av dess befolkning omkom och många städer förstördes. Den polsk-sachsiske kungen August II den starke ingick ett anfallsförbund mot Sverige i förspelet till det stora nordiska kriget, vilket ledde till att den svenske kungen Karl XII ockuperade Polen och använde det som bas för sina fälttåg mot Ryssland, ända till förlusten vid Poltava. Under denna tid omkom cirka 25 procent av befolkningen i strider samt svält och farsoter orsakade av kriget. 
Under 1700-talet började Preussen (Fredrik II av Preussen och Fredrik Vilhelm II av Preussen) och Ryssland (Katarina II den stora) att öka sin inblandning. Efter polska tronföljdskriget 1733–1735 kom landet nästan in i ett tillstånd av anarki. Republiken Polen (Rzeczpospolita), med sina ideal i den romerska republiken och valda kungar med minimal makt, hamnade i ett handlingsförlamat tillstånd. Fritt veto (liberum veto) som sedan 1652 tillämpades i Sejmen omöjliggjorde effektivt alla reformer. Den siste polske kungen, Stanisław II August Poniatowski (1764–1795), försökte återupprätta en stark centralmakt, men detta ledde bara till ett inbördeskrig. 
Den 5 augusti 1772 skrevs en överenskommelse mellan Österrike, Preussen och Ryssland på i S:t Petersburg om Polens första delning – Österrike tog Galizien, Preussen tog Westpreussen och Ryssland tog Vitryssland med Vitebsk. Polen förlorade vid delningen 5 miljoner av sina 14 miljoner invånare, den största delen, 2,5 miljoner till Österrike.
Efter denna förlust av mer än en fjärdedel av sitt område hade Polen dock ännu ett omfång jämförligt med Frankrikes i våra dagar. Men gränserna var öppna och obefästa, och till havet nådde landet endast vid Danzig. Särskilt kännbar var förlusten av saltverken vid Wieliczka och Bochnia. Delningsmakterna garanterade det återstående polska områdets integritet och de "kardinallagar" som delegationsriksdagen 1773–75 skapade. Utan bifall från de tre makternas sida skulle inga "organiska förändringar" få vidtas.
Ryssland förbehöll sig sin makt över de polska förhållandena och slöt 1775 en särskild "akt" med republiken, i vilken den nya konstitutionen garanterades. Valriket, liberum veto samt rätten att uppsäga sin tro och lydnad till kungen gällde som oantastliga och kunde inte ens avskaffas genom ett enhälligt beslut. Endast genom enhälligt beslut kunde hären och skatterna ökas. Kungen blev nu formellt endast president i det "ständiga rådet", en kommission av 18 senatorer och 18 lantbåd som valdes av varje riksdag – alltså för två år. I rådet avgjordes ärendena genom majoritetsbeslut; konungen hade endast två röster. Rådet var gemensam myndighet för Polen och Litauen och var uppdelat i fem departement under varsin minister.

## Andra delningen (1793)

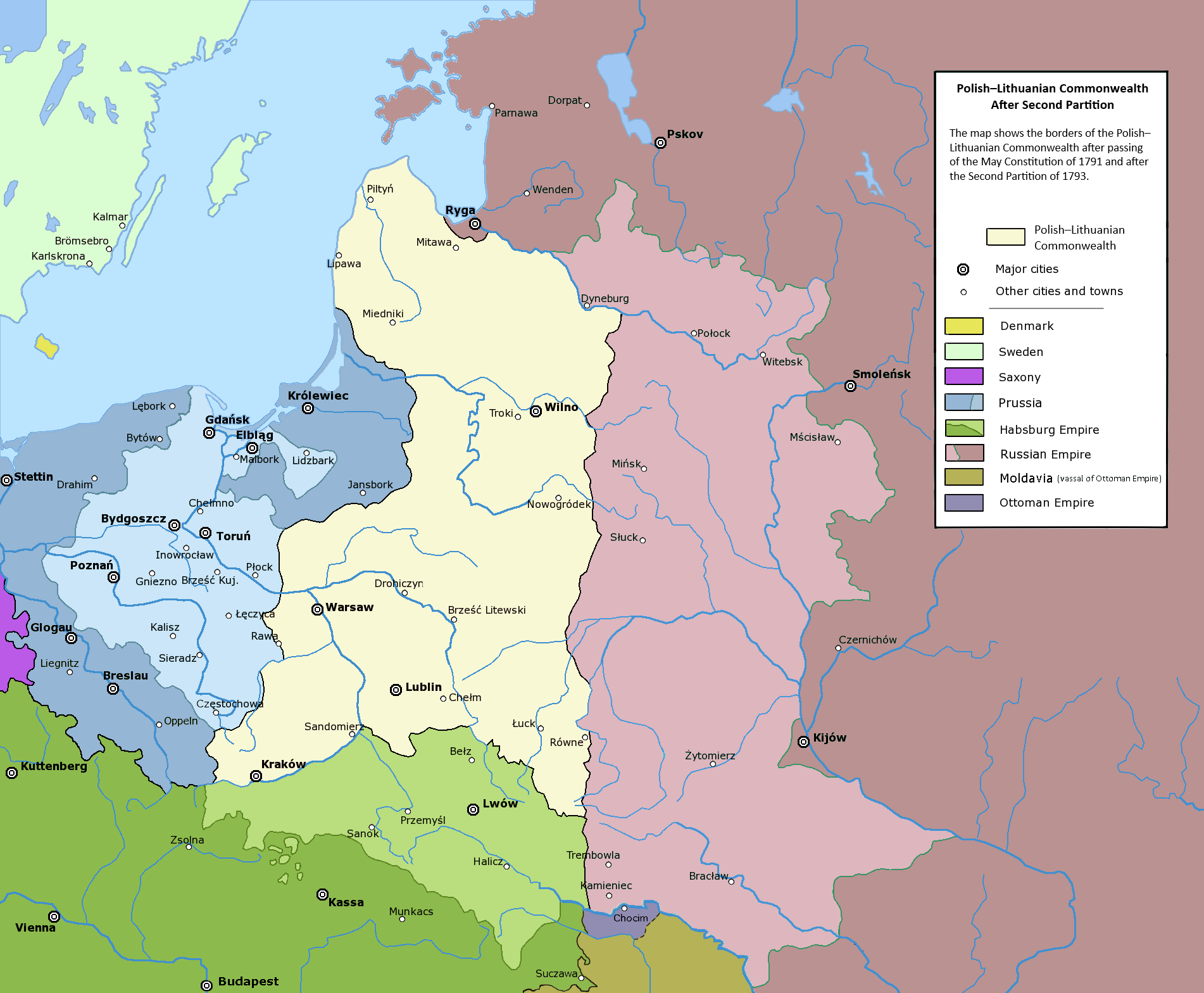
Karta över Polens andra delning 1793.

Den första delningen hade en omskakande inverkan på den polska adeln (szlachta) och stärkte reformviljan. Ett gynnsamt tillfälle kom när Ryssland invecklades i ett långvarigt krig med Turkiet. Ryssland stod i förbund med Österrike, och bandet mellan Ryssland och Preussen försvagades på så sätt av sig självt. Detta ögonblick, då Ryssland alltså var sysselsatt och därtill befann sig på spänd fot med Preussen, utnyttjade reformpartiet.
Den långa sejmen som började sammanträda 1788 antog den 3 maj 1791 en mycket modern konstitution som avskaffade liberum veto och gav borgare och bönder politiska friheter och rättigheter. Nationen kom därmed att inte längre begränsas till adeln. Konstitutionen gällde i både Polen och Litauen. Författningen hade sina rötter hos Montesquieu, Rousseau och den franska upplysningen.  
År 1792 förändrades dock läget fullständigt. Kejsar Leopold II dog, Katarina II – som starkt motsatte sig den nya polska konstitutionen – slöt fred med Turkiet och fick därigenom fria händer i Polen. Hon fick till stånd en uppgörelse med Preussen och ryska styrkor ryckte åter in i Polen.
Vid den andra delningen 1793 tog Preussen Posen-området medan Ryssland tog Volhynien och Podolien. I det som därefter återstod av Polen återinfördes 1775 års konstitution med det "ständiga rådet". Dock gjordes några förändringar i författningen – bland annat upphävdes liberum veto. Härens styrka sattes ned till 15 000 man. I de polska städerna kvarstannade ryska garnisoner.

## Tredje delningen (1795)

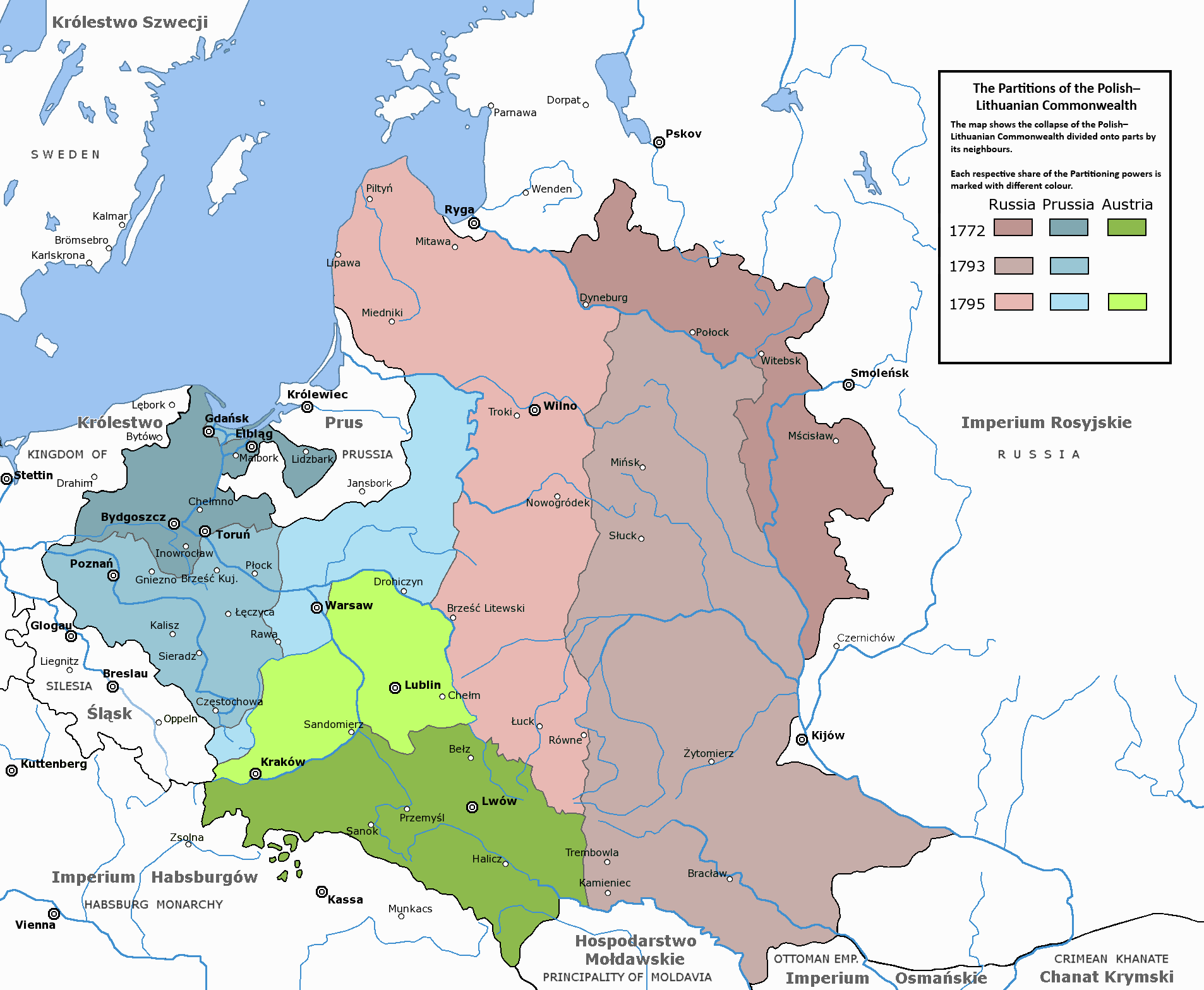
Karta över Polens tredje delning 1795.

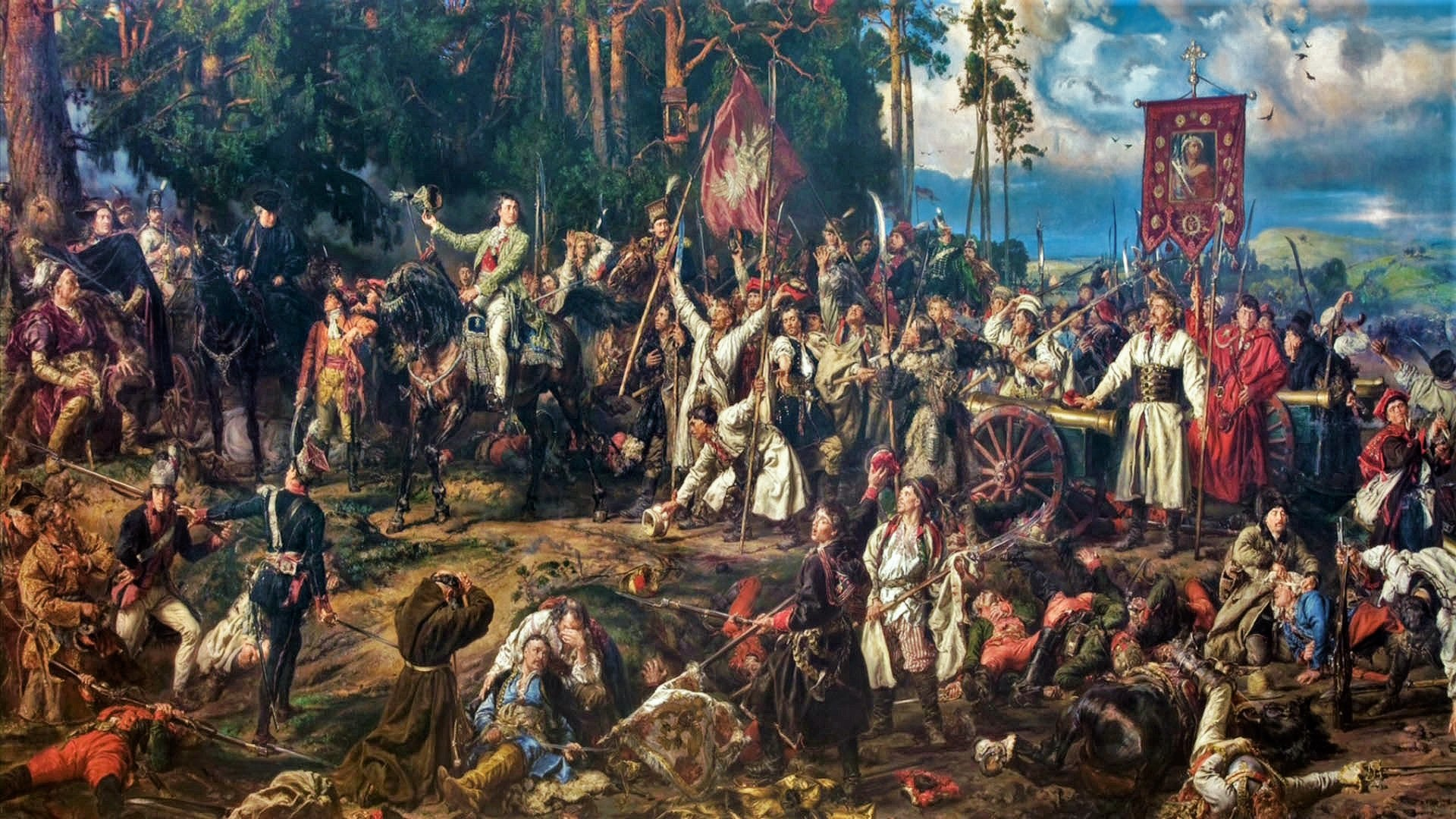
Slaget vid Racławice.

Den polska Sejmen utnämnde efter den andra delningen general Tadeusz Kosciuszko (som även deltog i det amerikanska självständighetskriget där han tjänstgjorde som adjutant åt George Washington) till befälhavare över en fyra tusen man stark armé bestående bland annat av bönder beväpnade med liar som vid slaget vid Racławice vann en seger mot ryssarna. Upproret kom att rikta sig mot både Ryssland och Preussen och slutade med att Kosciuszko sårades svårt och togs till fånga av ryssarna. Kungen, Stanislaw Poniatowski, tvingades att abdikera. 
Vid den tredje delningen 1795 upphörde Polen att existera som självständig stat när Österrike tog området mellan floderna Pilica och Bug, Preussen tog Masovien (Mazowsze) och området runt Warszawa, och Ryssland bland annat tog Litauen och Kurland. Den polska nationen blev därefter annekterad under tre imperier. Ett antal återkommande uppror och aktioner mot imperiernas förtysknings- och russifieringspolitik (till exempel uppköp av polskägd mark i Preussen och inskränkningar i undervisning på polska) i förekom. Delningen kom att bestå i 123 år till 1918 då den andra republiken återuppstod efter första världskriget när de stora imperierna kollapsade.
Se även Kościuszko-upproret

## 1815
Storhertigdömet Warszawa som upprättades 1807 av Napoleon I (den bestod av den preussiska andelen vid den tredje delningen, senare tillkom även vissa delar av det österrikiska Polen med Krakow) upplöses av Wienkongressen. Västra delen med Poznań återinlemmades med Preussen, östra delen med bland annat Warszawa utropades till Kungariket Polen (vanligen kallad Kongresspolen) i personalunion med Ryssland, Galizien gavs tillbaka till Österrike utom Krakow, som blev en fri stad.

## "Fjärde delningen" (1939)
Stundom räknas även Tysklands och Sovjetunionens uppdelning av Polen i september 1939 som landets fjärde delning. Polen delades då mellan de nämnda stormakterna enligt det hemliga tilläggsprotokollet till Molotov-Ribbentroppakten som ingicks av Tysklands utrikesminister Ribbentrop och den sovjetiske utrikesministern Molotov. Tyskland gick in i Polen västerifrån den 1 september och Sovjetunionen österifrån den 17 september. Det tyska anfallet föregicks av ett spänt diplomatiskt läge då Tyskland krävde att Polen skulle avstå den så kallade polska korridoren, en smal landremsa som förband Polen med Östersjön, till Tyskland. 
Det sovjetiska intåget var däremot oväntat, och tolkningen av incidenten är en polsk-rysk kontrovers. Polska historiker betraktar intåget som en regelrätt ockupation och kränkning av folkrätten. Den officiella sovjetiska versionen var att man ville befria den ukrainska och vitryska befolkningen, som utgjorde en majoritet i Polens östra provinser (minst 65 procent). Ett annat argument var att Polen var ett land i upplösning.[källa behövs] Ytterligare en anledning var de sovjetiska kraven på området sedan polsk-sovjetiska kriget 1919-1921, där Sovjetunionen gjorde anspråk på det ryska tsarimperiets gränser samt hänvisade till att det besatta området motsvarade lord Curzons gränsförslag från 1920 (se Curzonlinjen). Uppdelningen 1939 överensstämmer i stort med Polens östra gräns idag.

## Teheran- och Jaltakonferenserna 1943/1944 – "femte delningen"
Teherankonferensen (1943) och Jaltakonferensen (1944) kallas ibland Polen femte delning då den brittiske premiärministern Churchill och den amerikanske presidenten Roosevelt avstod från kraven på att behålla Polens gränser från före kriget och säkra landets suveränitet efter kriget, vilket i princip betydde att Stalin fick fria händer att överta landet. Det innebar att Curzonlinjen fastställdes, med modifieringen att Lwów hamnade på den sovjetiska sidan. En stor del av Polen överfördes alltså även denna gång till en angränsande stormakt. Sovjetunionen införlivade bland annat de områden som idag utgör Brests voblast och Hrodna voblast i Vitryssland, Ivano-Frankivsk oblast, Lviv oblast, Rivne oblast, Ternopil oblast och Volyn oblast i Ukraina samt provinsen Vilnius i Litauen.
Polen kompenserades i viss mån geografiskt, genom att landet efter kriget fick överta områden från östra Tyskland, som södra Ostpreussen, Hinterpommern och Schlesien. Dessa områden hade en övervägande tysktalande befolkning, vilka fördrevs efter krigsslutet.
Överenskommelserna vid konferenserna betydde att kommunistpartiets enpartivälde påtvingades landet och politisk opposition förintades genom avrättningar, mord och deporteringar till Gulag. De första fria valen ägde rum 1989.